# Туризм в Пермском крае
Туризм в Пермском крае — часть туризма в России на территории Пермского края.
До 2018 года государственное управление туризмом в крае осуществляло Министерство культуры, молодёжной политики и массовых коммуникаций Пермского края. В 2018 году Постановлением Правительства Пермского края Агентство по туризму и молодёжной политике Пермского края было определено исполнительным органом государственной власти Пермского края, осуществляющим функции по формированию региональной политики в сфере туризма и туристской деятельности, а также осуществляющим государственное управление и реализацию в указанной сфере государственной политики Пермского края и единой государственной политики Российской Федерации.

## История развития туризма в Пермском крае
С появлением в XVIII веке Сибирского тракта в регионе увеличился поток путешественников, купцов и чиновников. С 1847 года часть Сибирского тракта была отдана в распоряжение частных лиц, что привело к созданию вольной почты и развивития обслуживающей инфраструктуры для привлечения клиентов — постоялых дворов, гостиниц и трактиров на ямских станциях.
В мае 1914 года путешественник и фотограф Александр Хлебников арендовал Кунгурскую ледяную пещеру, расчистил и благоустроил её для организации в ней экскурсий, а также провел рекламную кампанию для привлечения туристов. Посетителям предлагались описание и план пещеры, специальные туристические костюмы и обувь; факелы, свечи и бенгальские огни для освещения, фотоаппарат для снимков, а также готовые фотографии пещеры. Экскурсии пользовались популярностью и Хлебников проводил их до конца своей жизни.
Также туристической достопримечательностью являлся Мотовилихинский пушечный завод, экскурсии на который устраивались для учащихся и других туристических групп. Посетители осматривали мартеновскую печь, паровой молот, литейный, снарядный и лафетный цеха завода.
1895 году было организовано Российское общество туристов, при котором действовала Комиссия экскурсий по России, которая разрабатывала туристические и экскурсионные поездки по Российской империи. Маршрут в Пермь, разработанный комиссией, включал посещение Мотовилихинского завода.
В начале XX века на волне развития образовательного туризма ученики пермских школ, училищ и семинарий имели возможность для путешествий по Уралу и другим регионам России. Организацией путешествий занимались администрация учебных заведений и преподаватели, которые находили для поездок меценатскую помощь, средства размещения и скидки на транспорт. Одновременно возникают организации, специализирующиеся на помощи путешественникам. В 1909 году в Перми появилось Общество содействия начальному образованию при Кирилло-Мефодиевском училище, среди задач которого была в том числе организация общеобразовательных экскурсий для учеников начальных школ Пермской губернии. Данное общество издало «Краткий путеводитель по городу Перми и его окрестностям», в котором было описано несколько экскурсионных маршрутов, а также перечислены адреса недорогих гостиниц, аптек, больниц, почты. Также в здании Кирилло-Мефодиевского училища были обустроены бесплатные квартиры для экскурсантов из Пермской губернии, приехавших в Пермь для осмотра города и его окрестностей. Квартиры действовали в летние каникулы и были укомплектованы мебелью, посудой, подушками, телефоном и прочим необходимым для проживания. За 3 года квартирами Кирилло-Мефодиевского училища воспользовались 1680 экскурсантов из числа учащихся Пермской губернии. В 1914 году по инициативе студентов из общества любителей естествознания в Перми было учреждено общество «Экскурсии по Уралу».
В конце XIX — начале XX века в Перми начал развиваться велосипедный туризм. К 1887 году в городе уже наблюдался большой интерес к велосипедам, но из-за высокой цены на заграничные велосипеды, их купило только 6-7 человек. Житель города Ф. И. Яковлев начал изготовлять кустарным способом велосипеды-«пауки» на веревочных шинах по образцу, который он увидел в Екатеринбурге. В 1895 году житель Пермской губернии М. Серебренников на велосипеде, произведенным Яковлевым совершил путешествие из Кунгура в Москву. В 1896 году жители Перми ходатайствовали про об открытие кружка велосипедистов по образцу Российского общества велосипедистов-туристов, годом ранее созданного в Санкт-Петербурге. В 1898 году ходатайство было удовлетворено и общество открылось. Эмблемой общества стало изображение велосипедного колеса с крыльями. В 1904 году в общество состояли 31 человек, которые организовывали велосипедные познавательные экскурсии. К 1910 году московское отделение Российского общества велосипедистов-туристов подготовило цикл дальних экскурсионных поездок на велосипеде по стране, в том числе и 28-дневный маршрут на Урал, с посещением Кунгура и Перми. Организаторами и экскурсоводами на местах были местные члены общества. Однако, после организации некоторого количества загородных велосипедных экскурсий, пермское общество велосипедистов потеряло интерес к туризму и стало уделять больше внимания спорту и организовывать заезды и соревнования.
Развитие туризма было приостановлено в связи с Первой мировой войной, Февральской и Октябрьской революциями и последовавшей за ними Гражданской войной в России, но уже в 1918 году начали возрождаться некоторые виды туризма — оздоровительные, экскурсионно-познавательные. В начале 1920-х годов экскурсии имели политическое содержание и ставили задачей содействие смычке города и деревни за счет показа деревенской молодежи фабрик и заводов.
В 1933 году экскурсионная база при Кунгурской пещере уже располагала помещением для ночлега. Выделялись средства для благоустройства подземных ходов. В 1937 году, незадолго до посещения пещеры экскурсией XVII Международного геологического конгресса, был пробит туннель длиной 40 м в Бриллиантовый грот. Постепенно росло количество экскурсантов. В числе посетителей пещеры были М. И. Калинин, маршалы В. К. Блюхер, Г. К. Жуков, известные учёные А. Е. Ферсман, Д. В. Наливкин. С 1948 года охрану Кунгурской пещеры и обслуживание экскурсий осуществляла карстово-спелеологическая станция, созданная Московским государственным университетом имени М. В. Ломоносова и позднее переданная Уральскому филиалу АН СССР. С 1969 года обслуживание экскурсантов принял на себя Пермский областной совет по туризму и экскурсиям. В следующие годы к пещере была построена асфальтированная дорога, пробит тоннельный выход длиной 109 м из грота Вышка. Пещера была освещена электричеством.
При советской власти было построено десятки оздоровительных лагерей, туристических баз, домов охотника и рыбака. В 1966 году разнообразными видами туризма был охвачен каждый второй житель области (всего 1,5 миллиона человек). Около 90 тысяч жителей Пермской области участвовали в работе 300 туристских секций, организованных при заводах, школах и высших учебных заведениях. По выходным дням организовывались «поезда здоровья» для любителей сбора грибов и ягод, а также рыболовов.
В 2008 году был принят Закон Пермского края от 14 ноября 2008 г. N 332-ПК «О краевой целевой программе „Развитие туризма в Пермском крае (2008—2012 годы)“».
В 2014 году Постановлением Правительства Пермского края от 14.02.2014 N 80-п была утверждена государственная программа «Развитие туризма в Пермском крае» (2012—2016 гг.).
С 2015 года Пермский край участвует в федеральной целевой программе «Развитие внутреннего и въездного туризма (2011—2018 гг.)» по проекту «Пермь Великая», в рамках которого создаются туристские кластеры: «Ашатли», «Белая гора», «Парма», «Усьва», «Золотанка».
- Фестиваль воздухоплавания «Небесная ярмарка». Гран-при «Russian Event Awards» 2014 года
- Кунгурская пещера
- Столбы. Предгорья Уральского хребта в Чусовском районе
- Масленица в архитектурно-этнографическом музее «Хохловка»

## Виды туризма в Пермском крае

### Лечебно-оздоровительный туризм
Наиболее известными санаторно-курортными учреждениями Пермского края являются курорты «Усть-Качка», «Ключи», а также санатории «Демидково», «Красный Яр», «Уральская Венеция», «Вита», «Бумажник», «Атлант», «Волна», «Уральский», «Алмед», «Родник», «Камкабель», «Сосновый бор», «Сосновый бор» (трест № 17), «Гармония», «Энергетик», «Галоген», «Лесная поляна», «Пермский», «Лесная сказка», «Лесная дача», «Закамский», «АпиСпа». По количеству по числу детских лечебно-оздоровительных лагерей Пермский край занимает второе место. В 2012 году курорты и санатории Пермского края посетило более 140 тысяч человек, в основном, это сами жители Пермского края, а также приезжие из Свердловской, Челябинской, Курганской, Тюменской области с долей иностранных граждан. Имеется тенденция к сокращению санаторно-курортных предприятий в Пермском крае, большей частью за счет закрытия мелких ведомственных профилакториев: в 1990 году на территории края действовало 101 санаторно-курортная организация, в 2002 — 74, а к 2015 году их количество снизилось до 43.
В крае разведано 31 месторождение минеральных вод, отличающихся по составу и кислотности (сероводородные, йодобромные, радоновые и питьевого назначения), эксплуатируется Суксунское месторождение лечебных грязей, грязь из которого является основой курорта «Ключи», а также поступает в другие санаторные учреждения региона, имеется нафталана.
В Суксунском районе находится старейший курорт Урала — «Ключи», который действует с 1826 года и специализируется на лечении системы органов пищеварения, кровеносной, эндокринной, кожно-мышечной и нервной систем, болезней кожи, органов дыхания, женских, мужских половых органов. Природно-лечебных факторами являются минеральные сероводородные воды и сульфидно-иловые грязи. Лечебно-оздоровительные корпуса рассчитаны на 430 мест.
В Пермском районе в селе Усть-Качка Пермского района расположен курорт Усть-Качка — многопрофильный оздоровительный комплекс с лечебными водами, диагностической и лечебной базой. В составе курорта — бальнеогрязелечебница, поликлиника, питьевой бювет, семь санаториев на 2000 мест. На курорте проводится лечение заболеваний органов движения и опоры, кровообращения, пищеварения, кожи, гинекологических, нервной системы. Гидроминеральная база курорта представлена тремя видами лечебных минеральных вод: бромйодной, сероводородной и лечебно-столовой минеральной водой «Усть-Качкинская». Официальной датой создания курорта считается 1936 год. К началу сезона 1949 года были открыты клиническая и биохимическая лаборатории, кабинет электрокардиографии и рентгеновский кабинет. С этой поры строятся временные спальные деревянные корпуса, а также ряд помещений, обеспечивающих лечение, питание и отдых. Курорт переходит на круглогодичную работу, повышается его пропускная способность, возрастает число плановых коек, что обуславливалось высокой популярностью санатория среди отдыхающих. В 1951 году началось строительство постоянного санатория. При дальнейшем проведении исследований на территории курорта была получена йодобромная вода, которая стала одним из главных целебных ресурсов «Усть-Качки». В 1958 году начинает функционировать бальнеолечебница с сероводородными и бромйодными ваннами, лечебным бассейном, ингаляторием. Здесь, в процессе лечения больных стали применяться жемчужные и хвойные ванны, а также начали осуществляться кишечные промывания, подводный массаж, а также души. На нижнем этаже были размещены отделения водо-, грязе- и озкеритолечения. В 1959 вводится в эксплуатацию здание главного корпуса с просторными комнатами, столовой, библиотекой, курзалом, диагностическими и лечебными кабинетами, помещениями для лечебной гимнастики, массажа. С этого времени курорт становится одной из крупных здравниц страны, где лечение и отдых организованы на основе новейших достижений современной медицины и курортологии. В 1960 году «Усть — Качка» становится здравницей профсоюзов, что привело к помощи и инвестициям со стороны многочисленных предприятий и организаций. В 1963 году построен корпус «Прикамье» на 200 мест. В нём размещается отделение для лиц, страдающих сердечно-сосудистыми заболеваниями. Через год завод имени Я. М. Свердлова закончил строительство нового спального корпуса на 200 мест. Построены ряд бытовых, коммунальных и торговых объектов. В 1970 закончено строительство спального корпуса для работников искусств, в 1975 — на 250 мест для работников сельского хозяйства, в 1979 году — санаторного корпуса «Уральский» на 500 мест. Для построения более эффективной системы менеджмента на курорте создается объединение санаторно-курортных учреждений курорта «Усть-Качка», которое объединяет три санатория (базовый санаторий Усть-Качка, «Прикамье» и «Уральский»), бальнеополиклиническое объединение и комбинат коммунальных отрядов. В 1980-е годы «Усть-Качка» переходит в категорию здравниц республиканского значения. За выдающиеся заслуги в оздоровлении населения коллектив курорта неоднократно награждался переходящими Красными Знаменами ВСЦСПС. 24 июня 1986 года курорт награждается орденом «Знак Почета». В 1994 году курорт преобразуется в акционерное общество — ЗАО «Курорт Усть-Качка», а уже в 1995 «Усть-Качка» удостаивается статуса федеральной здравницы. Осуществляются широкие инвестиции в развитие материально-технической базы, инфраструктуры, происходит повышение кадрового потенциала, переустройство санаторных корпусов для модернизации номерного фонда и сервисных услуг. Во второй половине 1990-х годов разрабатываются современные лечебные и оздоровительные комплексы, внедряются новые методики лечения на короткие и ультракороткие сроки пребывания, а также формируется новое направление — восстановление утраченного здоровья, которое предполагает более широкое использование природных факторов. В 2005 году курорт удостаивается своей первой медали в рамках Всероссийского форума «Здравница» в номинации «Лучшая здравница». С этого года курорт регулярно принимает участие в конкурсе «Здравница» и регулярно получает золотые и серебряные медали. С 2007 года ЗАО «Курорт Усть-Качка» входит в состав одной из крупнейших российских сетей «AMAKS Hotels & Resorts» («АМАКС Хотелс энд Ризотс») и осуществляет свою деятельность под её торговой маркой. Происходит реновация номерного фонда, осуществляется закупка новейших медицинских аппаратов, вводятся инновационные технологии гостиничного сервиса. В 2009 в эксплуатацию вводится большой спортивно-физкультурный комплекс «Аквацентр» с бассейном, элементами аквапарка, банным комплексом, тренажерными залами, SPA-центром.
- Ладья перед гостиницей «Урал» в Перми как символ реки Кама
- Спелеодайверы в Ординской пещере
- Санаторий «Уральский», курорт «Усть-Качка»
- Вид со скалы Ветлан на реку Вишера

### Промышленный туризм
Одними из объектов промышленного туризма в Пермском крае являются Музей истории Пермского моторостроения, Пермский хлебокомбинат

### Событийный туризм
Среди фестивальных мероприятий в России, которые пользуются популярностью у туристов, можно выделить международный фестиваль воздухоплавания «Небесная ярмарка» (Кунгур). В 2014 году международный фестиваль воздухоплавания «Небесная ярмарка» стал лауреатом национальной премии «Russian Event Awards», являющейся отраслевой наградой за достижения в области развития индустрии событийного туризма, в номинации «Событие в области популяризации событийного туризма».
В Перми проводится Международный Дягилевский фестиваль, на котором посетители могут познакомиться с балетными и оперными премьерами, также раз в два года в Перми проводится международный фестиваль балета «Арабеск».
В в 2006—2009 годах около города Чердынь проводился фестиваль «Сердце пармы», который привлек в Чердынский район большое количество туристов. Инициатива фестиваля принадлежала писателю Алексею Иванову — автору одноимённого романа. Фестиваль проходил в течение 3-х дней в июле на трех площадках: музыкальная, ярмарка народных промыслов и ролевые игры. Фестиваль «Сердце пармы», привел к возникновению в городе первого представительства вуза, а также к выделению средств и волонтеров на реставрацию и ремонт памятников Чердынского района. Благодаря фестивалю «Сердце пармы» в 2007 году при поддержке Юникредитбанка в Чердыни появилось представительство Соликамского государственного педагогического института, которое стало готовить специалистов по социально-культурному сервису и туризму, а также увеличился приток посетителей в Чердынский краеведческий музей с 43,8 тыс. человек в 2006 году до 55,3 тыс. человек в 2009 году. В 2010 году в связи с конфликтом с пермскими краевыми властями Алексей Иванов объявил о прекращении фестиваля, несмотря на обещание краевого Министерства выделить на его проведение средства. Но в том же 2010 году фестиваль состоялся и с тех пор проводится властями Пермского края под названием «Зов пармы», но уже без участия А. Иванова. В 2013 году в Чердыни был открыт информационно-туристический центр, состоящий из справочного бюро и точки по продаже сувениров. Под это учреждение администрация Чердынского района предоставила старинное здание, которое партнёры (туристическая фирма и некоммерческое партнёрство) отремонтировали за свой счёт. В 2013—2015 годах число посещений Чердынского краеведческого музея (несмотря на то, что его постоянной экспозиции 15 лет) росло и составило (включая посетителей выставок вне помещений музея): 2013 год — 56,3 тыс. чел.; 2014 год — 53,1 тыс. чел.; 2015 год — 71,0 тыс. чел.

### Деловой туризм
Пермь является одним из центров деловых и выставочно-ярмарочных мероприятий. Большая доля туристов (от 42 % до 45 %), приезжающих в Пермский край имеют деловые и профессиональные цели: участие в конгрессах, ассамблеях, съездах, семинарах, форумах, конференциях, симпозиумах, ярмарках, круглых столах и экономических встречах.
В Перми более 20 лет действует выставочный центр «Пермская ярмарка», который ежегодно принимает более 200 тысяч посетителей из более 60 стран мира, включая страны Европы, Азиатско-Тихоокеанского региона и Северной Америки.

### Этнокультурный туризм
В 2009 году туристическими операторами был разработан цикл однодневных туров под общим названием «В каждой деревне чой то да разно», ставящий своей целью знакомство с самобытной культурой коренных народов Прикамья.
В 40 километрах от Перми расположен музей под открытым небом «Хохловка», в котором туристы могут ознакомиться с образцами деревянного зодчества, среди которых: сторожевая башня, варничный двор солеварного завода, церковь — всего 23 экспонатов. В музее проводятся праздники и фестивали «Проводы Масленицы» (конец февраля), «Троицкие гулянья» (июнь), «Яблочный спас» (август), праздник нового хлеба, гала-концерт этнофутуристического фестиваля KAMWA. На фестивале KAMWA (август) участвуют музыкальные, танцевальные и театральные коллективы, этно-ди-джеи, художники, модельеры, также гости фестиваля участвуют в проведении обрядов разных народов и мастер-классах по декоративно-прикладному творчеству. Также в Пермском крае проходят «Живая Пермь» (июнь), «Горнило Сварога» (июнь), «Движение» (июнь), национальный праздник «Барда-зиен» (21 июня), «Липка» (июль). Большинство этнических праздников проводятся в летний период.

### Горный и горнолыжный туризм
Уральские горы дают возможности для развития скалолазания и активных зимних видов спорта. Большое количество туристов ежегодно приезжает в горнолыжные базы «Такман», «Губаха», «Ашатли», «Жебреи» и другие. Всего в крае работают около 20 горнолыжных баз и комплексов, находящихся рядом с Пермью, Чусовым, Губахой, Кунгуром и Чайковским. Горнолыжный сезон длится с конца ноября до середины апреля, а техническая оснащенность горнолыжных комплексов позволяет кататься на лыжах даже в дождливую погоду.

### Сельский туризм
Сельский туризм в Пермском крае зарождается находится в стадии зарождения. Инфраструктура в виде средств размещения слабо развита, предлагаются единичные туристические предложения. Примером могут служить агродеревня «Степаново городище» в селе Ленек Кунгурского района, а также «Сельский дом» ИП В. Ю. Глухова в Чайковском районе, в котором туристы могут поучаствовать в быте деревенской семьи, а также попариться в бане, переночевать на сеновале, наколоть дрова, ухаживать за домашними животными, а зимой также кататься на санях и санках.
В Соликамском районе развивается туризм в заброшенной деревне Толстик. С 2012 года в деревне ежегодно проводится русский народный обрядовый фестиваль «Толстиковская ярмарка» в деревне Толстик, на котором организуется ярмарка с продуктами Толстиковского фермерского хозяйства, плетеными корзинами, изделиями из бересты. На фестивале устраиваются традиционные русские народные забавы, детские анимационные площадки, квест-игры, битва хоров, выступления творческих коллективов.

### Экологический туризм
Ряд государственных природных заповедников Пермского края предлагают экологические туры. В Вишерском заповеднике имеется три экологических тура, среди которых комбинированный водно-пешеходный поход с посещением Тулымского камня. В заповеднике «Басеги» экскурсионные маршруты зависят от времени года — в летне-осенний период действуют пешие маршруты «К вершине Северного Басега» и «К Южному Басегу», в зимний период эти маршруты становятся лыжными, а маршрут «К Северному Басегу» действует исключительно как лыжный с декабря по март.
- Яхт-клуб «Фаворит», Пермь
- Цветовая разметка для пешеходных экскурсий по Перми
- Пермская деревянная скульптура в экспозиции Пермской государственной художественной галереи
- Бассейн в Перми
- Экспонаты архитектурно-этнографического музея «Хохловка»